# Syzygium nervosum
Syzygium nervosum är en myrtenväxtart som beskrevs av Allan Cunningham och Dc.. Syzygium nervosum ingår i släktet Syzygium och familjen myrtenväxter. Inga underarter finns listade i Catalogue of Life.

## Bildgalleri

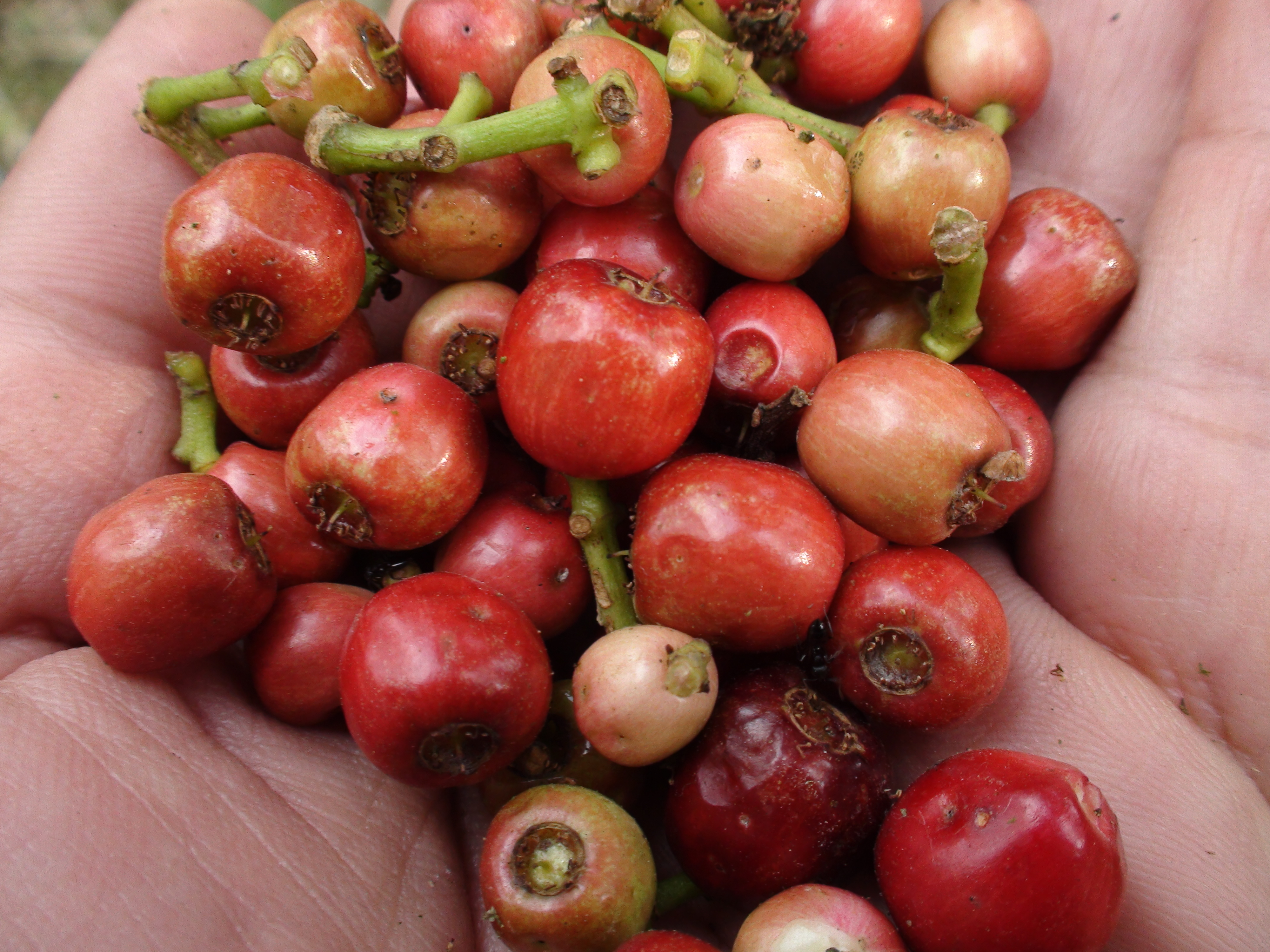
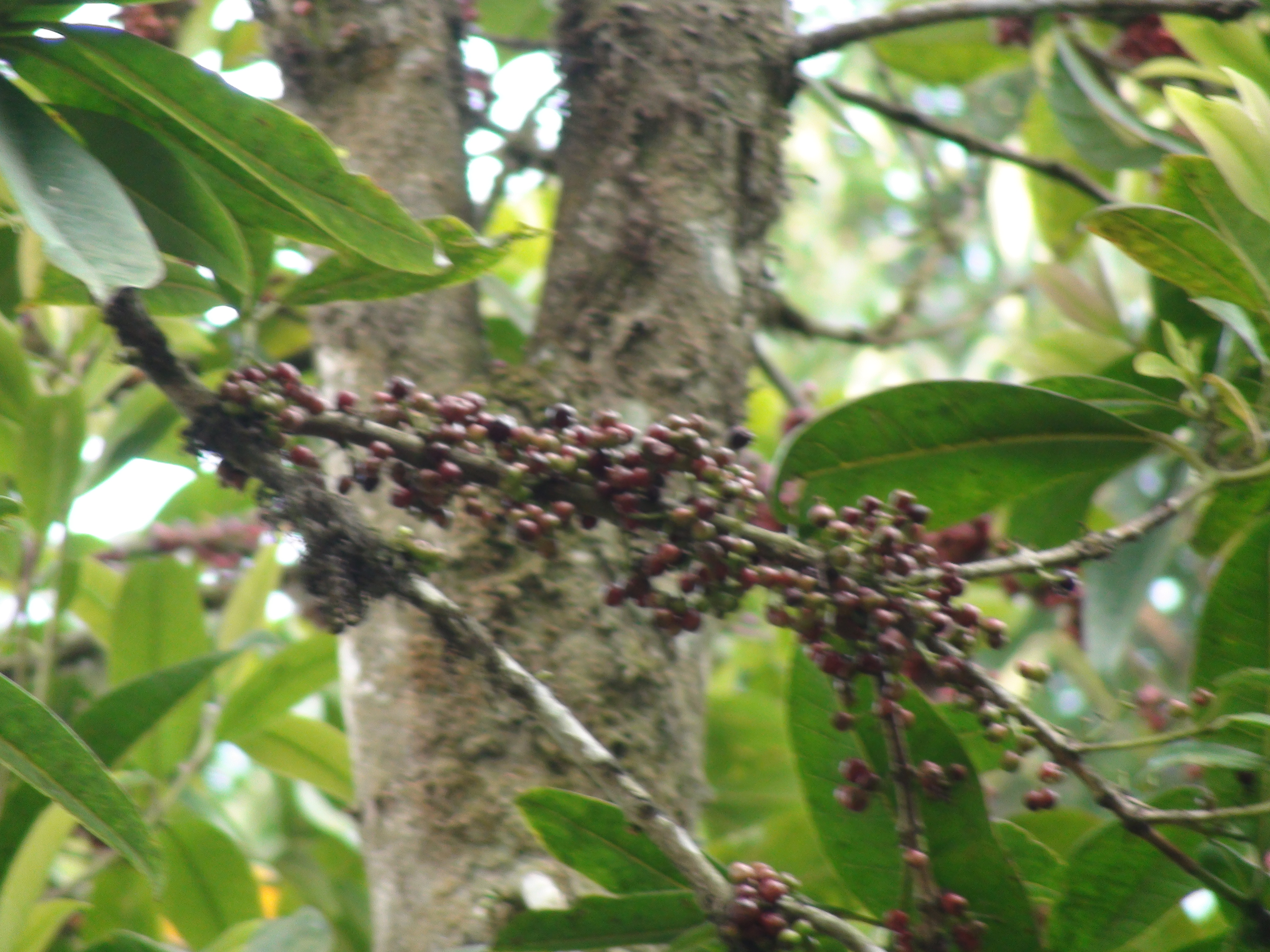
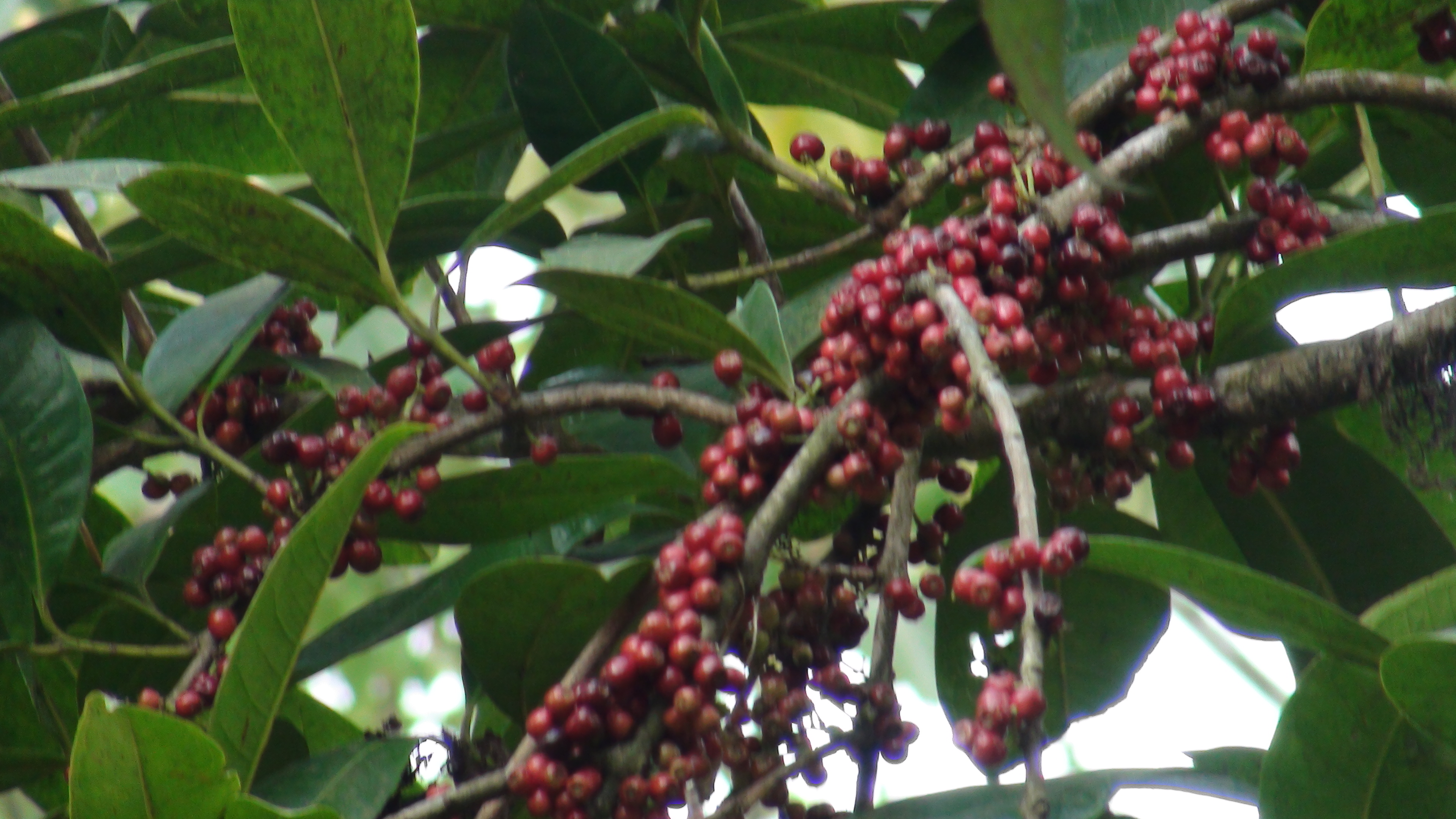
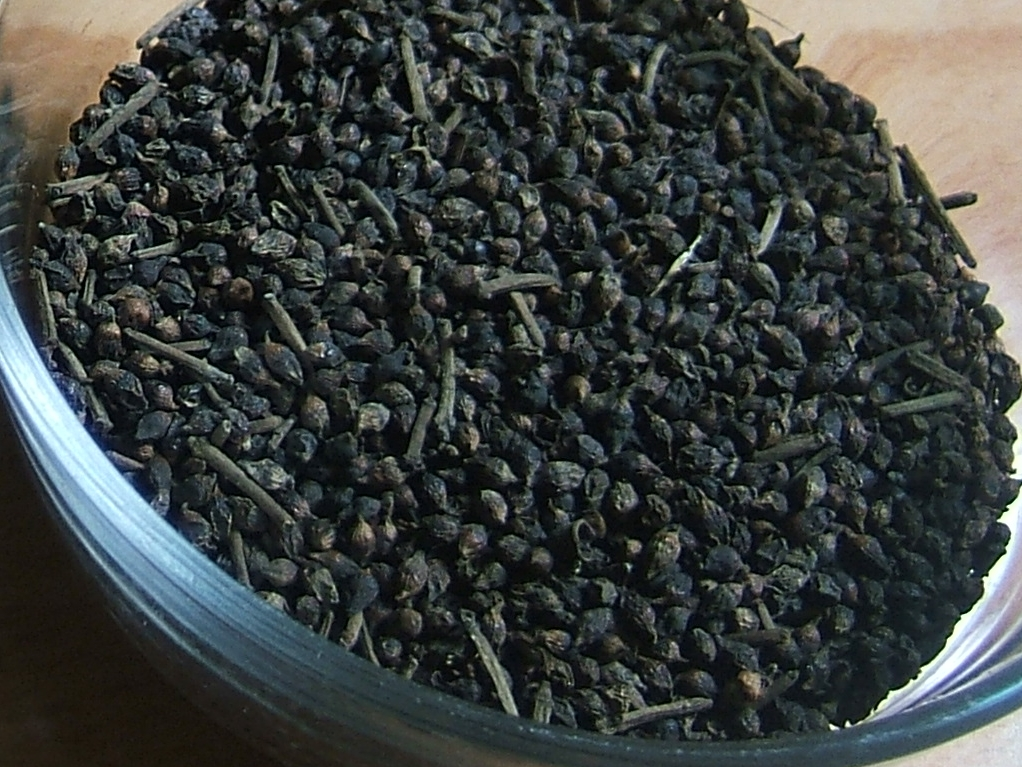